# ジャンパオロ・ポッツォ
ジャンパオロ・ポッツォ（Giampaolo Pozzo、1941年5月21日 - ）はイタリアの実業家。セリエA・ウディネーゼのオーナー。
世界的な木材加工器具メーカー『フロイト・カザル』社を経営しており、ヴェネツィア大学の経済学教授でもある。
自身がビジネスマンであることから、プロビンチャに過ぎなかったウディネーゼでも経営のセンスを発揮している。世界中に派遣したスカウト網により有能な選手を安価で発掘し、育成して高額で売却することで安定した経営を実践し、クラブの躍進に貢献している。
2009年にスペインのグラナダCF、2012年にイングランドのワトフォードFCを買収し、オーナーとなっている。

| スタブアイコン | サブスタブ | この項目は、まだ閲覧者の調べものの参照としては役立たない、スポーツ関係者に関連した書きかけの項目です。この項目を加筆・訂正などしてくださる協力者を求めています（P:スポーツ/PJ:スポーツ人物伝）。 |